# Bataille des Aït Irathen
Guerre entre régence d'Alger et les Kabyles
Batailles
- Bataille des Issers (1519)
- Prise d'Alger (1520)
- Bataille de la Kalâa des Beni Abbès (1553)
- Bataille de M'Sila (1554)
- Bataille de la Kalâa des Beni Abbès (1559)
- Siège de la Kalâa des Beni Abbès (1590)
- Siège d'Alger (1598)
- Bataille de Guidjel (1638)
- Bataille de Aït Aïssi (1745)
- Bataille des Zouaoua (1746)
- Bataille des Aït Irathen (1754)
- Insurrection de Kabylie (1756)
- Bataille de Draâ El Mizan (1767)
- Bataille de Draâ El Mizan (1768)

La bataille des Aït Irathen ou l'expédition ottomane contre les Aït Irathen est une bataille, qui a opposé, en 1754, les tribus kabyles des Aït Irathen et leurs alliés, les Zouaoua, les Aït Fraoussen et les Illilten, contre les troupes de la régence d'Alger et leurs auxiliaires.
Mohammed Ben Ali, surnommé « ed-Debbah », Bey du Titteri, après avoir échoué dans son expédition contre les Aït Betroun des Zouaoua en 1746-7 et dans la répression de la révolte des Aït Djennad en Kabylie maritime en 1752-3, s'attaqua aux Aït Irathen l'année suivante. Les Aït Irathen, sous le commandement de leur chef, Cheikh Essedik Ou Arab, furent aidés par des contingents des guerriers de leurs voisins et alliés, les Zouaoua (Aït Betroun et Aït Mengellet), qui ont déjà vaincu les Turcs avant, ainsi que des contigents des Aït Fraoussen et des Illilten. L'expédition s'est terminée par un échec flagrant pour les Turcs, et les Kabyles ont réussi à défendre leur territoire encore une fois.

## Contexte

### Conflit entre la régence et les Kabyles
Le Bey du Titteri, Mohammed, avant de commencer ses campagnes militaires contre les tribus kabyles au milieu du XVIIIe siècle, avait marié la fille du chef Si Ammar Ou Boukhetouch, de la famille des Aït Boukhtouch, fraction des Aït Ou el-Kadi, pour conclure une alliance avec sa famille et garder les tribus sous leur influence, principalement les Aït Irathen et leurs voisins, les Aït Fraoussen, neutres.
Après plusieurs campagnes réussies contre plusieurs confédérations et tribus de Grande Kabylie, le Bey s'est attaqué aux Aït Betroun des Zouaoua, mais c'est là que s’arrêtèrent ses succès, et ce furent les Kabyles qui sortirent victorieux cette fois-ci.
Un an après la victoire des Zouaoua contre les Turcs, les Aït Irathen ont rejoint le çoff ou parti anti-ottoman, ont renié leur neutralité et ont tenu une assemblée dans le village de Tizra Ouaguemoun, durant lequel ils ont exhérédé les femmes pour défier la régence et ses défenseurs de l’orthodoxie islamique, les ulama d'Alger et de Béjaïa. Les Aït Betroun ont fait la même chose l'année suivante chez les Aït Ouacif, puis les Aït Fraoussen en 1752-3, grâce à l'initiative des Aït Boukhtouch, qui n'avaient pas autre choix que de se mettre en guerre contre la régence d'Alger.
Les Iflissen Lebhar et les Aït Djennad se révoltèrent peu après l'assemblée des Aït Fraoussen, et étaient soutenus par Si Ammar Ou Boukhtouch, qui combattit avec eux. La marche des troupes turques fut arrêtée chez les Aït Djennad, qui combattaient bravement. Le Bey et ses troupes combattaient en retraite, puis il décida à retirer ses troupes sans avoir obtenu aucun résultat. Un an après, le Bey revint avec une armée beaucoup plus nombreuse et puissante. Après avoir vu cette grande armée, les notables des Aït Djennad ont décidé de négocier un arrangement avec le Bey, qui demanda seulement leur neutralité absolue, sans parler d'impôts.
Peu après l'arrangement des Aït Djennad avec les Turcs en 1753-4, durant lequel ils ont accepté d'être neutres, la prochaine cible du Bey était la fameuse confédération des Aït Irathen, qui se composait de cinq tribus : Irdjen, Aït Akerma, Aït Ousammer, Aït Oumalou, Aït Aggouacha.

## Déroulement

### La bataille
En 1753-4, le Bey Mohammed tourna ses armes contre les Aït Irathen, confédération dont la position est centrale en Grande Kabylie.
Les forces dont disposait la confédération des Aït Irathen à cette époque sont inconnus, mais durant la conquête française de l'Algérie, soit un siècle plus tard, elle était forte de 4,055 fusils durant la période française, et était donc une des confédération les plus populeuses de Kabylie avec une population de 19,498 habitants en 1862,.
Le Bey disposait d'une grande armée avec une artillerie formidable. Il divisa cette armée en six colonnes : la cavalerie des Amraoua occupait la plaine. La colonne de l'extrême droite montait au village de Tizi Rached, et celle de l'extrême gauche à Tala Amara, les deux appartenant aux Aït Akerma. Les trois autres colonnes attaquaient la partie comprise entre les deux villages déjà mentionnés. La sixième colonne, celle du Bey, montait vers Agouni Djilban, village important des Aït Oumalou, la tribu la plus à l'est des Aït Irathen. « Où vas-tu, Bey-Mohammed? lui dit un derwich qui menait paître sa vache et la menait à la corde, comme doit faire tout honnête Kabyle qui respecte le bien du voisin. — Là-haut, pour punir des rebelles. — Crois-moi, mon frère, rebrousse chemin. — Non. — Ne monte pas, te dis-je, ou il t'arrivera malheur en plein front. » Le chef des Aït Irathen, Cheikh Ouarab, encouragea les hommes de la tribu à la défense de leur territoire, en leur rappelant les souvenirs de l'indépendance. Des contingents de leurs voisins du sud, les Zouaoua (Aït Betroun et Aït Menguellet), ainsi que Aït Fraoussen et les Illilten, venaient en foule pour la défense de l'indépendance kabyle. La cavalerie des Amraoua occupait la plaine pour empêcher les contingents des Aït Ghobri et des Aït Idjeur d'arriver au champ de bataille pour combattre aux côtés des Aït Iraten.
Trois colonnes turques firent jonction au pied d'un chemin qui monte à Ighil Guefri, tandis que la colonne du Bey était encore à Agouni Djilban, mais c'est là que s’arrêta l'avancée turque. Selon la tradition orale des Aït Irathen, la colonne du Bey avait 6 frères turcs d'Alger, parmi eux 5 furent tués. Le seul survivant tua le chef de l'expédition, le Bey Mohammed, en lui tirant une balle dans le dos. Après la mort du Bey, les troupes turques abandonnèrent l'expédition, à l'exception de 300 hommes. Ces derniers se reformèrent dans la zmala de Tala Othman dans la rive droite du Sebaou, appartenant aux Amraoua Oufella, tribu makhzen.
Les Kabyles les ont poursuivis jusqu'à la rivière, et les Turcs renoncèrent à les confronter. Les troupes ottomanes se sont retirées jusqu'à Corso, près de Boumerdès, où ils vont enterrer le Bey sous une coupole. Les auxiliaires du camp turc se dispersèrent et entrèrent chez eux. L'expédition s'est terminée par un échec pour la régence d'Alger, et la montagne des Aït Irathen justifiait une fois encore son glorieux nom de l’Invincible.

### Conséquences
Après cette victoire des Aït Irathen, la révolte continua, notamment chez les Iflissen Oumellil, les Guechtoula, et les Aït Sedka, qui ont détruit le bordj Boghni et tué son caïd turc 2 ou 3 ans après. Les Iflissen Oumellil, refusèrent de payer l'impôt en 1767, ce qui a conduit à deux batailles contre la régence dont les vainqueurs furent les Iflissen.
Les Aït Irathen et leurs alliés demeurèrent insoumis et indépendants. Ils ne payaient aucun impôt et nommaient leurs propres chefs et la régence ne fera jamais face à eux les armes à la main.